# Leopold Philipp Montecuccoli

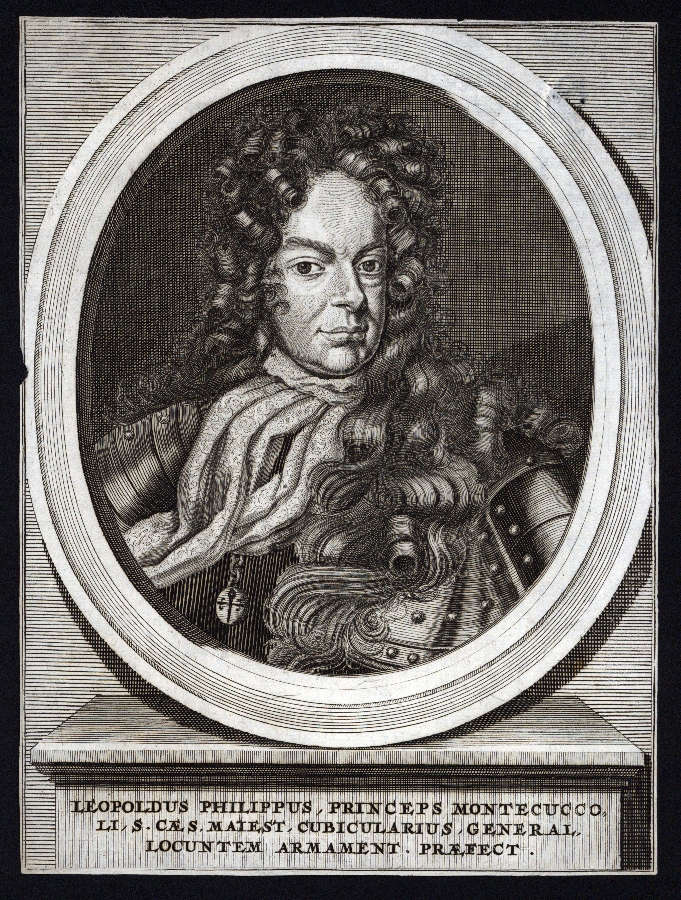
Leopold Philipp Montecuccoli

Leopold Philipp Fürst Montecuccoli (* 1. Mai 1662 in Hohenegg im Dunkelsteinerwald; † 9. Januar 1698) war ein kaiserlicher Offizier und Höfling unter Leopold I.

## Werdegang
Leopold Philipp Montecuccoli war der Sohn des kaiserlichen Feldmarschalls Raimondo Montecuccoli und der Maria Margareta von Dietrichstein (1637–1676), Tochter des Fürsten Maximilian von Dietrichstein, Oberhofmeister Kaiser Ferdinands III.
Leopold Philipp stand – wie sein Vater – als Soldat in kaiserlich-habsburgischen Diensten. Er übernahm nach dem Tode seines Vaters 1680 als Oberst dessen Kürassier-Regiment, stieg am 3. September 1685 zum Generalfeldwachtmeister und am 6. Oktober 1688 zum Feldmarschallleutnant auf. Er wurde Kapitän der kaiserlichen Trabantenleibgarde, Kämmerer, Geheimer Rat und Ritter des Ordens vom Goldenen Vlies. 1689 wurde er vom römisch-deutschen Kaiser in den Reichsfürstenstand erhoben.
Da seine Ehe mit der Gräfin Maria Antonia Colloredo Josepha († 1737) – Tochter von Ludwig von Colloredo († 28. Dezember 1693) – kinderlos geblieben war, starb mit seinem Tod 1698 die fürstliche Linie der Montecuccoli aus.